# Jump Air
Jump Air ist eine Charterfluggesellschaft mit Sitz in Vilnius, Litauen. Die Fluggesellschaft ist eine Partnerschaft zwischen AliPlan S.r.l und EU Wings S.r.l. Jump Air bietet Passagier- und Frachtcharter sowie ACMI-Dienste  mit ATR 72-500-Ausrüstung an. Jump Air erhielt am 31. Dezember 2021 ihr Luftverkehrsbetreiberzeugnis (AOC) und nahm am 24. Januar 2022 den kommerziellen Betrieb auf.

## Flotte
Die Flotte besteht mit Stand April 2025 aus zwei Flugzeugen mit einem Durchschnittsalter von 17,0 Jahren:
| Flugzeugtyp | Anzahl | bestellt | Anmerkungen | Sitzplätze | Durchschnittsalter |
| ----------- | ------ | -------- | ----------- | ---------- | ------------------ |
| ATR 72-500  | 2      |          |             | 72         | 17,0 Jahre         |
| Gesamt      | 2      | -        |             |            | 17,0 Jahre         |